# 阿德里斯海滩度假村
阿德里斯海滩度假村，是阿联酋迪拜的一座摩天大樓，高301公尺、77層樓，於2016年動工、于2020年完工，是迪拜前40摩天大楼。